# سن آنسلمو (کالیفرنیا)
سانآنسلمو (به انگلیسی: San Anselmo) شهری در شهرستان مارین ایالت کالیفرنیا است که در سرشماری سال ۲۰۱۰ میلادی، ۱۲۳۳۶ نفر جمعیت داشته است.